# Поляны (Московская область)
Поляны — деревня в Лотошинском районе Московской области России.
Относится к сельскому поселению Микулинское, до реформы 2006 года относилась к Введенскому сельскому округу. По данным Всероссийской переписи 2010 года численность постоянного населения составила 4 человека (2 мужчин, 2 женщины).

## География
Расположена в юго-западной части сельского поселения, примерно в 15 км к северо-западу от районного центра — посёлка городского типа Лотошино, у границы Московской и Тверской областей. Соседние населённые пункты — деревни Петровское и Раменье.

## Исторические сведения
На карте Тверской губернии 1850 года А. И. Менде и на специальной карте Европейской России 1871 года И. А. Стрельбицкого — Поляна.
По сведениям 1859 года — деревня Афонасовского прихода Кобелевской волости Старицкого уезда Тверской губернии в 40 верстах от уездного города, на возвышенном месте, с 7 дворами, 2 колодцами и 55 жителями (23 мужчины, 32 женщины).
В «Списке населённых мест» 1862 года Поляны — владельческая деревня 2-го стана Старицкого уезда по Волоколамскому и Гжатскому трактам от города Старицы, при пруде, с 6 дворами и 58 жителями (23 мужчины, 35 женщин).
В 1886 году — 10 дворов и 87 жителей (52 мужчины, 35 женщины). В 1915 году насчитывалось 22 двора.
С 1951 года — населённый пункт в составе Лотошинского района Московской области.

## Население
| 1859 | 1886 | 2002 | 2006 | 2010 |
| ---- | ---- | ---- | ---- | ---- |
| 58   | ↗87  | ↘3   | ↘0   | ↗4   |